# آدم هايوود
آدم هايوود (بالإنجليزية: Adam Haywood)‏ (23 مارس 1875 في المملكة المتحدة - 1 مايو 1932) هو لاعب كرة قدم بريطاني (وحمل سابقاً جنسية المملكة المتحدة لبريطانيا العظمى وأيرلندا) في مركز الهجوم. لعب مع كريستال بالاس وكوينز بارك رينجرز ونادي أرسنال ونادي بلاكبول ونادي غيلينغهام ووست بروميتش ألبيون ووولفرهامبتون واندررز وBurton Wanderers F.C. ‏ وGlossop North End A.F.C. ‏.